# 夏芽涼
夏芽 涼（なつめ りょう、1984年8月8日 - ）は、日本の元AV女優。
長野県出身。趣味は読書と映画鑑賞。特技はクラリネット演奏。

## 略歴
- 2006年頃にAVデビュー。
- 2010年1月に引退。

## 作品
| 2007年                                                                                   |          |                    | |      |
| タイトル                                                                                 | 発売日   | メーカー           | 他出演 | 備考 |
| フェラマニア Vol.2                                                                       | 2月19日  | BRAVO              | 他多数 |      |
| 極上手コキ Vol.2                                                                         | 3月19日  | BRAVO              | 他多数 |      |
| 競泳水着の女 日焼けバージョン                                                            | 3月22日  | アキノリ           | 早乙女みなき |      |
| 入院したら男は僕一人ぼっちだった・・・。                                                 | 4月5日   | アキノリ           | 南原香織、三浦真琴、片瀬りこ、瀬戸まゆか、川瀬七海 |      |
| キスマニアVol.2                                                                          | 4月19日  | BRAVO              | 他多数 |      |
| 美脚中出し 4                                                                             | 5月12日  | 隼エージェンシー   | 山城美姫、灘ジュン、北崎未来、加藤ツバキ、栗原まあや、春名えみ、城本久美                                                                                             |      |
| こだわりの手コキ 4時間SP 4 40人のハンドメイド                                            | 5月12日  | 隼エージェンシー   | 他39名 |      |
| オナニー30連発! オナニスト30人のひとりエッチ                                             | 5月19日  | BRAVO              | 他29名 |      |
| 女子校生の上履き                                                                         | 5月22日  | フリーダム         | 早乙女みなき、遊姫、つゆの優 |      |
| 近親強姦 7 私たち、父や兄に無理やり犯されました                                          | 6月16日  | 隼エージェンシー   | 城本久美、加藤ツバキ、元木ひなよ、山城美姫、栗原まあや、ひなの、美月りん                                                                                             |      |
| オナニスト [第17章]                                                                      | 6月16日  | 隼エージェンシー   | 他多数 |      |
| 女だけの乱交パーティー 2 エンドレス･レズビアン                                           | 6月19日  | ドグマ             | 倖田李梨、名波ゆら、つゆの優、蒼月ひかり、山吹センリ |      |
| カラーパンプスに蹴られたり、踏まれたり…                                                  | 6月22日  | フリーダム         | 早乙女みなき、遊姫、つゆの優 |      |
| 夏のムレムレブーツ                                                                       | 6月22日  | フリーダム         | 早乙女みなき、遊姫、つゆの優 |      |
| 美少女の足の裏 Vol.3                                                                     | 6月22日  | フリーダム         | 小林美沙、椎名りく、遊姫、川島千愛、米山麗奈、花桐まつり、川瀬七海                                                                                                   |      |
| キスマニア vol.3                                                                         | 7月19日  | BRAVO              | 他多数 |      |
| 監禁拷問アクメ 2 夏芽涼                                                                  | 12月1日  | 中嶋興業           | |      |
| KARMA設立3周年プレミアム企画 パイパン娘。30人 パイパン大運動会                           | 12月13日 | カルマ             | 他29名 |      |
| 2008年                                                                                   |          |                    | |      |
| タイトル                                                                                 | 発売日   | メーカー           | 他出演 | 備考 |
| 万引き娘たちを犯(ヤ)る 3時間                                                             | 2月8日   | ビッグモーカル     | 真鍋美奈、一ノ瀬あきら、長谷川さやか、春乃みい、つゆの優、七瀬たまき、伊吹ゆうな                                                                                     |      |
| お泊まりカメラ君 おじゃましマンション                                                    | 3月6日   | エフセット         | 佐伯奈々、我那覇レイ、響みりあ、牧野ゆうひ |      |
| 虐待アナル奴隷 大量浣腸責め3 夏芽涼                                                      | 4月1日   | CORE               | |      |
| 見つめられたまましゃぶられてイってしまった僕                                             | 4月1日   | ワンズファクトリー | 風間ゆみ、蜜井とわ、愛菜りな、五十嵐こころ、泉まりん、那月りの、桜井春、佐伯奈々、妃乃ひかり、堀口奈津美、南沙也香                                                   |      |
| 女子校生の乳首責め手コキ                                                                 | 4月4日   | 映天               | 佐伯奈々、名波ゆら、浜名優、長澤優 |      |
| 女子校生と69                                                                             | 4月4日   | 映天               | 佐伯奈々、名波ゆら、浜名優、長澤優 |      |
| ギャルのニーソックス 4                                                                   | 5月5日   | フリーダム         | しいないおり、天海遥、宝月ひかる、姫川りな、花純 |      |
| フリーダム学園 校内集団暴行 4                                                            | 5月5日   | ジャパン           | 佐伯奈々、国仲ありす、天海遥、つゆの優、川瀬七海、鈴木千里 |      |
| 女子校生美尻黒タイツ 自慰顔騎                                                            | 5月5日   | ジャパン           | 佐伯奈々、国仲ありす、天海遥、つゆの優、川瀬七海、鈴木千里 |      |
| フリーダムエステ 美脚フットエステサロン                                                  | 5月5日   | ジャパン           | 佐伯奈々、国仲ありす、天海遥、つゆの優、川瀬七海、鈴木千里 |      |
| 空中拷問アクメ刑務所                                                                     | 6月19日  | Black Sod          | 綾瀬メグ、清原りょう |      |
| ゲロ浣腸エクスタシー ソドム                                                              | 7月19日  | ドグマ             | 泉まりん |      |
| あれから10年 秘技伝授 男のバイブル[完全バイブ・チンポで女をイカせるテクニック入門] Vol.2 | 7月19日  | ドグマ             | 星月まゆら、持田茜、泉まりん、つゆの優 |      |
| 緊縛イラマチオ 10人の口便器女                                                            | 8月1日   | CORE               | 他9名 |      |
| 尾行×拉致×監禁×暴行×陵辱 夏芽涼                                                          | 11月8日  | ラハイナ東海       | |      |
| 2009年                                                                                   |          |                    | |      |
| タイトル                                                                                 | 発売日   | メーカー           | 他出演 | 備考 |
| 浣腸アナルレズビアン 麻生かおり 夏芽涼                                                   | 1月1日   | CORE               | 麻生かおり |      |
| 悶絶2穴拷問 フィストファック×アナルファック×ファッキングマシーン 夏芽涼                  | 4月1日   | CORE               | |      |
| 女子社員の尻臭に濡れる女社長 夏芽涼 篠原ケイ                                             | 7月1日   | シネマジック       | 篠原ケイ |      |
| 超舌ディープスロート2 ～ヌカされた病院～                                                 | 11月13日 | アロマ企画         | 東野愛鈴 |      |
| 水槽 噴射 うん汁 M ディレクターズ完全ヴァージョン 夏芽涼                                 | 11月19日 | ドグマ             | |      |
| もしも…ハプニングバーでこんな変態があったら? 夏芽涼 浅葱アゲハ                           | 9月1日   | AVS                | 浅葱アゲハ |      |
| 2012年                                                                                   |          |                    | |      |
| タイトル                                                                                 | 発売日   | メーカー           | 他出演 | 備考 |
| TOHJIRO・体液ベストセレクション No1                                                      | 1月19日  | ドグマ             | つぼみ、紅音ほたる、浜崎りお、妃乃ひかり、泉まりん、若槻朱音、大沢佑香、工藤れいか、鮎川なお、京野明日香、園原りか、村上里沙、綾瀬桃子、愛音まひろ、真崎寧々、くるみ |      |